# El rei de la fi del món
El rei de la fi del món (títol original en anglès, Edge of the World) és una pel·lícula dramàtica d'aventures dirigida per Michael Haussman i protagonitzada per Jonathan Rhys Meyers com el soldat i aventurer britànic James Brooke (1803–1868), el primer Rajah blanc de Sarawak. La pel·lícula també compta amb Atiqah Hasiholan, Dominic Monaghan, Hannah New i Josie Ho. El guió va ser escrit per Rob Allyn, qui també va produir la pel·lícula. Es tracta d'una coproducció entre Malàisia, la Xina, els EUA i el Regne Unit. S'ha doblat i subtitulat al català.